# Silene oxyodonta
Silene oxyodonta är en nejlikväxtart som beskrevs av W. Barb. Silene oxyodonta ingår i släktet glimmar, och familjen nejlikväxter. Inga underarter finns listade i Catalogue of Life.